# Episodi di The Red Road (prima stagione)
La prima stagione della serie televisiva The Red Road è stata trasmessa in prima visione sulla SundanceTV dal 27 febbraio al 3 aprile 2014. 
| nº | Titolo originale                    | Titolo italiano | Prima TV USA     | Prima TV Italia |
| -- | ----------------------------------- | --------------- | ---------------- | --------------- |
| 1  | Arise My Love, Shake Off This Dream |                 | 27 febbraio 2014 |                 |
| 2  | The Wolf and the Dog                |                 | 6 marzo 2014     |                 |
| 3  | The Woman Who Fell from the Sky     |                 | 13 marzo 2014    |                 |
| 4  | The Bad Weapons                     |                 | 20 marzo 2014    |                 |
| 5  | The Great Snake Battle              |                 | 27 marzo 2014    |                 |
| 6  | The Journey to the Sunrise          |                 | 3 aprile 2014    |                 |